# Luis Lillo Benavides
Luis Fernando Lillo Benavides (4 de enero de 1951), fue un diplomático chileno ex Embajador de Chile en Filipinas (2014-2016 ). En el exterior también fue embajador de Chile en Siria y Nueva Zelanda.

## Biografía
El ex embajador Lillo cursó estudios de derecho en la Universidad Andrés Bello, es egresado de la Academia Diplomática Andrés Bello, cuenta con estudios de relaciones internacionales en el Instituto de Estudios Internacionales de la Universidad de Chile.
En el exterior fue embajador de Chile en Siria y Nueva Zelanda. También ejerció funciones en las Embajadas de Chile en República Dominicana, Canadá, Suecia, México y en las misiones permanentes de Chile ante la ONU en Nueva York y  Ginebra.
En Chile se ha desempeñó como subdirector de la Dirección de Política Multilateral y Director de las direcciones de Asia-Pacífico y Medio Oriente y África y Director de Política Multilateral. El ex embajador participó en las comisiones permanentes de Chile ante las Naciones Unidas en materias de Desarme Nuclear y Derechos Humanos Internacional.

Durante su paso por la Embajada de Chile en Filipinas, fue denunciado por malos tratos por diversos funcionarios por lo que fue llamado a informar a Chile.